# Citadela v Montpellieru
Citadela v Montpellieru je zgodnja moderna utrdba v mestu Montpellier, v departmaju Hérault v južni Franciji. Zgrajena je bila med letoma 1624 in 1627, po več uporih, po ukazu Ludvika XIII., da bi varovala mesto. V 20. stoletju je postala vojašnica Joffre, poimenovana po Josephu Joffreu, od leta 1947 pa je citadela akademski kampus - svetovno znan Lycée Joffre.

## Zgodovina

### Vojaška zgodovina
Leta 1621 je kralj Ludvik XIII. prišel z vojaki, da bi zatrl upor hugenotov; mesto je zavzel po osemmesečnem obleganju. Kralj je ukazal, da se za nadzor nad mestom in okolico, kjer je bilo veliko prebivalcev hugenotov, zgradi kraljevska citadela.
Citadela je bila zgrajena med letoma 1624 in 1627 med utrdbami Écussona ali starega mesta in obalno ravnico reke Lez. Od mesta ga je ločevala široka plomenada, ki je gledala na poplavno ravnico Leza. Sestavljali so ga štirje bastijoni, organizirani v kvadratu: proti mestu in severozahodu je bil Bastion du Roi (kraljev bastijon) in na jugozahodu Bastion de la Reine (kraljičin bastijon); obrnjen proti poplavni ravnici je bil Bastion de Montmorency na severovzhodu in Bastion de Ventadour na jugovzhodu.
Stavbe znotraj citadele so bile večkrat obnovljene. Zadnja rekonstrukcija, preden je bila citadela preurejena v učno stavbo, je bila leta 1863.
V Ancien Régime so citadelo zasedale kraljeve čete in tudi odredi vojaških sil iz Bas-Languedoca. Kasneje je postala vojašnica 2. polka Génie.

### Zgodovina šolstva
V 19. stoletju je postalo jasno, da je bila srednja šola za mlade moške v Montpellieru premajhna: zgrajena je bila blizu promenade leta 1804 na istem mestu kot nekdanja jezuitska šola, v poznejšem delu stoletja pa srednja šola, njeni dijaki pa so bili razpršeni po dveh drugih krajih severno od starega mesta.
Leta 1947 so se mestne oblasti odločile, da gimnazijo preselijo v citadelo, ki je od takrat vojašnica Joffre. Prvi pouk je bil tam 1. oktobra 1948, zadnji učenci pa so se preselili oktobra 1959.
Od takrat so bile stavbe prilagojene današnjemu življenju, dodane so bile nove stavbe za učilnice. Smodnišnica Bastion de Montmorency je bila spremenjena v olimpijski bazen in veliko telovadnico, bližnja polja pa v atletska polja. Akademski kampus, sestavljen iz srednje in visoke šole ter razrede za pripravo na visoko šolo (Classe préparatoire aux grandes écoles), zavzema 15 hektarjev.

## Nedotaknjeni ostanki
Od prvotne citadele ostajajo naslednji ostanki:
- Ohranjena sta dva južna bastijona (la Bastion de la Reine in la Bastion de Ventadour) in zid, ki ju povezuje. Na dnu zidu je zasajen nasad palm; oba bastijona in zid sta obrnjena proti Allée Henri II de Montmorency (Aleja Henrika II. Montmorencyja) in okrožje Antigona.
- Na zahodni strani ostaja Bastion du Roi, ki je bil razbit na več mestih, da se omogoči gradnja avtomobilskih dostopnih cest in pešpoti med severnim parkiriščem in središčem Montpelliera. Zidovi z njihovimi strelnicami so še vedno vidni. Železnica, ki prihaja iz Gare de Montpellier Saint-Roch, v tunelu prečka temelje starega zidu.
- Na severu je viden Bastion de Montmorency, ki stoji nad parkiriščem in sosednjimi zgradbami Odbora za izobraževanje. Trenutno služi kot telovadnica Lycée Joffre.

Utrdbe, jarki in velika stavba vojašnic so od 14. aprila 1951 navedeni kot zgodovinski spomeniki.

## Galerija
- Vhod v Lycée Joffre, 2004
- Vhod v vojašnico Joffre, 1914
- Line vidne znotraj citadele
- Line vidne zunaj
- Južni zid vzdolž Allée Henri II de Montmorency